# ألين ووكر ريد
ألين ووكر ريد (بالإنجليزية: Allen Walker Read)‏ هو فيلسوف أمريكي، ولد في 2 يونيو 1906 في وينيباغو في الولايات المتحدة، وتوفي في 16 أكتوبر 2002 في مانهاتن في الولايات المتحدة.